# Karl Theophil Dick
Karl Theophil Dick (* 16. April 1884 in Niedereggenen, Baden-Württemberg; † 1. Februar 1967 in Basel) war ein Deutsch-Schweizer Maler, Zeichner und Lithograf.

## Leben und Werk
Karl Theophil Dicks Vater war Pfarrer in Büsingen. Als dieser verstarb, siedelte die Familie 1897 nach Basel über. Dick besuchte 1903 das Humanistische Gymnasium und freundete sich dort mit Jean Jacques Lüscher an, mit dem er zeitlebens befreundet blieb. Am Gymnasium erhielt Dick seinen ersten Zeichenunterricht bei Rudolf Löw und wurde von seinem Onkel Wilhelm Balmer künstlerisch gefördert.
Dick studierte von 1905 bis 1906 an der Académie Julian unter Jean-Paul Laurens und leistete von 1906 bis 1907 in Deutschland Militärdienst. Von 1907 bis 1909 war er Schüler an der Kunstschule von Hermann Meyer, später war er dort als Lehrer tätig. Anschliessend hielt sich Dick von 1909 bis 1910 mit Unterstützung zweier Stipendien in Paris auf. Von 1914 bis 1918 musste er Kriegsdienst in Deutschland leisten und wurde dabei an seiner rechten Hand verletzt. Mit Unterstützung des Basler Kunstvereins kehrte er 1919 nach Basel zurück. Im Kunstverein war Dick Mitglied und später Ehrenmitglied des Basler Künstlergesellschaft. Zudem war er langjähriges Mitglied der der Sektion Basel der Gesellschaft Schweizerischer Maler und Bildhauer (GSAMBA). Dick erwarb 1936 das Schweizer Bürgerrecht und leistete während des Zweiten Weltkrieges Aktivdienst.
Als Maler zählte Dick zur Basler Künstlergruppe der Dunkeltonigen. Dazu gehörten Jean Jacques Lüscher, Otto Roos, Paul Basilius Barth, Numa Donzé, Otto Klein und Heinrich Müller. Die Künstler dieser als «Basels klassische Malergeneration» bezeichneten Gruppierung  pflegten einen freundschaftlichen Austausch mit der 1918 gegründeten Basler Künstlergruppe «Das neue Leben» und mit der Künstlergruppe «Rot-Blau» und beeinflussten die Entwicklung der Basler Malerei nach der Jahrhundertwende bis in die 1920er Jahre massgeblich. Dick liess sich zudem von Gustave Courbet, Edouard Manet, Vincent van Gogh und Paul Cézanne beeinflussen.
Dick malte zahlreiche Landschaftsbilder. Zudem verfügte er über ein grosses Zeichentalent. Dieses zeigt sich in zahlreichen Zeichnungen und Studien zu Kinderbildnissen, Menschen und Tieren in Aktion. Dick stellte in Gruppenausstellungen u. a. in der Kunsthalle Basel, Kunsthalle Bern, Kunsthaus Zürich, Kunstmuseum Basel und im Kunsthaus Aargau aus. Seine Werke sind in öffentlichen Sammlungen vertreten.

## Veröffentlichungen
- Der Maler Jean Jacques Lüscher. In: Jahrbuch z’Rieche. 1962.